# Paul Englisch
Paul August Englisch, Pseudonym: Frank Waldassen, (* 12. Januar 1887 in Herzogswalde, Landkreis Grottkau; † 1935) war ein deutscher Jurist, Literaturwissenschaftler und Schriftsteller.

## Leben
Er war der Sohn des Postassistenten Emil Englisch. Nach dem Schulbesuch studierte er von 1909 bis 1911 an der Universität Breslau Rechtswissenschaften und promovierte 1912 zum Dr. jur. Nach dem Ersten Weltkrieg, an dem er aktiv im Feld teilgenommen hatte, war er bis 1923 als Großkaufmann tätig und arbeitete anschließend in der Wirtschaft. Ab 1927 wirkte er als freischaffender Schriftsteller. Er lebte viele Jahre in Berlin-Karlshorst.

## Werke (Auswahl)
- Die Publikation der Gesetze und Verordnungen im Deutschen Reich und in Preussen. Fleischmann, Breslau 1912 (Breslau, Univ. Diss. 1912).
- Sozialdemokratischer Terrorismus gegen Arbeiter. Leipzig [ca. 1912] (Volksschriften für die werktätige Bevölkerung; 3).
- Goldcharakter der alten Reichsbanknoten! Eine juristische und volkswirtschaftliche Studie. Verlag Gotthard Roll & Co., Berlin 1926.
- Geschichte der erotischen Literatur. Püttmann, Stuttgart 1926.
- (Hrsg.): John Cleland: Memoiren eines Freudenmädchens. Stuttgart o. J. [1928].
- Anrüchiges und Allzumenschliches. Einblicke in das Kapitel Pfui. Püttmann, Stuttgart 1928.
- Das skatologische Element in Literatur, Kunst und Volksleben. Püttmann, Stuttgart 1928.
- Memoiren eines Freudenmädchens von John Cleland: ein bibliographischer Versuch. Püttmann, Stuttgart 1929 (Abhandlungen zur Geschichte der erotischen Literatur; 1).
- Plagiat! Plagiat! Eine Rundschau. Roll, Berlin 1930; Digitalisat (2013) bei der Deutschen Nationalbibliothek: https://portal.dnb.de/bookviewer/view/1032870214#page/n1/mode/1up.
- Wilhelmine Schröder-Devrient – zu Unrecht verdächtigt. In: Philobiblon. Jg. 3 (1930), Heft 1, S. 14–17.
- Irrgarten der Erotik. Eine Sittengeschichte über das gesamte Gebiet der Welt-Pornographie. Lykeion, Leipzig 1931, urn:nbn:de:gbv:32-1-10042828712.
- Sittengeschichte Europas. Kiepenheuer, Berlin 1931.
- Sittengeschichte des Orients. Kiepenheuer, Berlin 1932.
- Hrsg.: Anthologie der erotischen Literatur aller Zeiten und Völker. 2 Bde., Anakreon-Verlag, Wien 1932.
- Die erotische Buchillustration der Gegenwart. In: Philobiblon. Jg. 5 (1932), S. 217–222 (Digitalisat).
- Bücheressen oder Bibliophagie. In: Philobiblon. Jg. 5 (1932), Heft 10, S. 357–358.
- Meister des Plagiats oder die Kunst der Abschriftstellerei. Hannibal-Verlag, Berlin-Karlshorst 1933.
- Reichsbankpräsident Dr. Schacht. Schmidt, Berlin 1933 (Die Reihe der deutschen Führer; 8).
- Freie Wirtschaft oder organische Wirtschaft? Schroll, Leipzig 1934.
- Die „Wollüstigen Sonette“ des Pietro Aretino. In: Philobiblon. Jg. 8 (1935), Heft 2, S. 59–64.
- Was muß ich vom Gesetz der Arbeit wissen? (Gesetz zur Ordnung der nationalen Arbeit). Schmidt, Berlin 1934 (Gesetze und Verordnungen, die jeden angehen; 1)